# Romanzo d'amore (film 1929)
Romanzo d'amore o Il calvario di Lena Smith (The Case of Lena Smith) è un film del 1929 diretto da Josef von Sternberg.
La storia è raccontata in flashback, ma si apre e si chiude al tempo della prima guerra mondiale.
È stato indicato tra i migliori dieci film del 1929 dal National Board of Review of Motion Pictures.
Il film è considerato perduto: un frammento di 4 minuti è stato presentato nel 2003 a Le giornate del cinema muto - Pordenone Silent Film Festival.

## Trama
Nel 1894, a Vienna, Lena una ragazza ungherese di umili origini si sposa con Franz, un giovane ufficiale di cavalleria, corrotto e debole. I due hanno un figlio. Lena va a lavorare come serva a casa della famiglia del suocero, senza però rivelargli i legami di parentela che li legano. Mentre il marito torna ai suoi vizî e alla vita dissipata che ha sempre vissuto, Lena lavora duramente, legata all'amore del figlioletto. Il quale, prima le viene tolto, poi, allo scoppio della guerra, madre  e figlio sono ulteriormente divisi. Lena affronterà anche il carcere, le malelingue, il disonore, il disprezzo degli altri: ma non rinuncerà a suo figlio.